# AGM-114地獄火飛彈

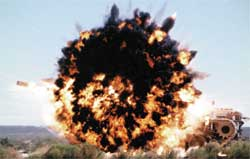
命中戰車瞬間

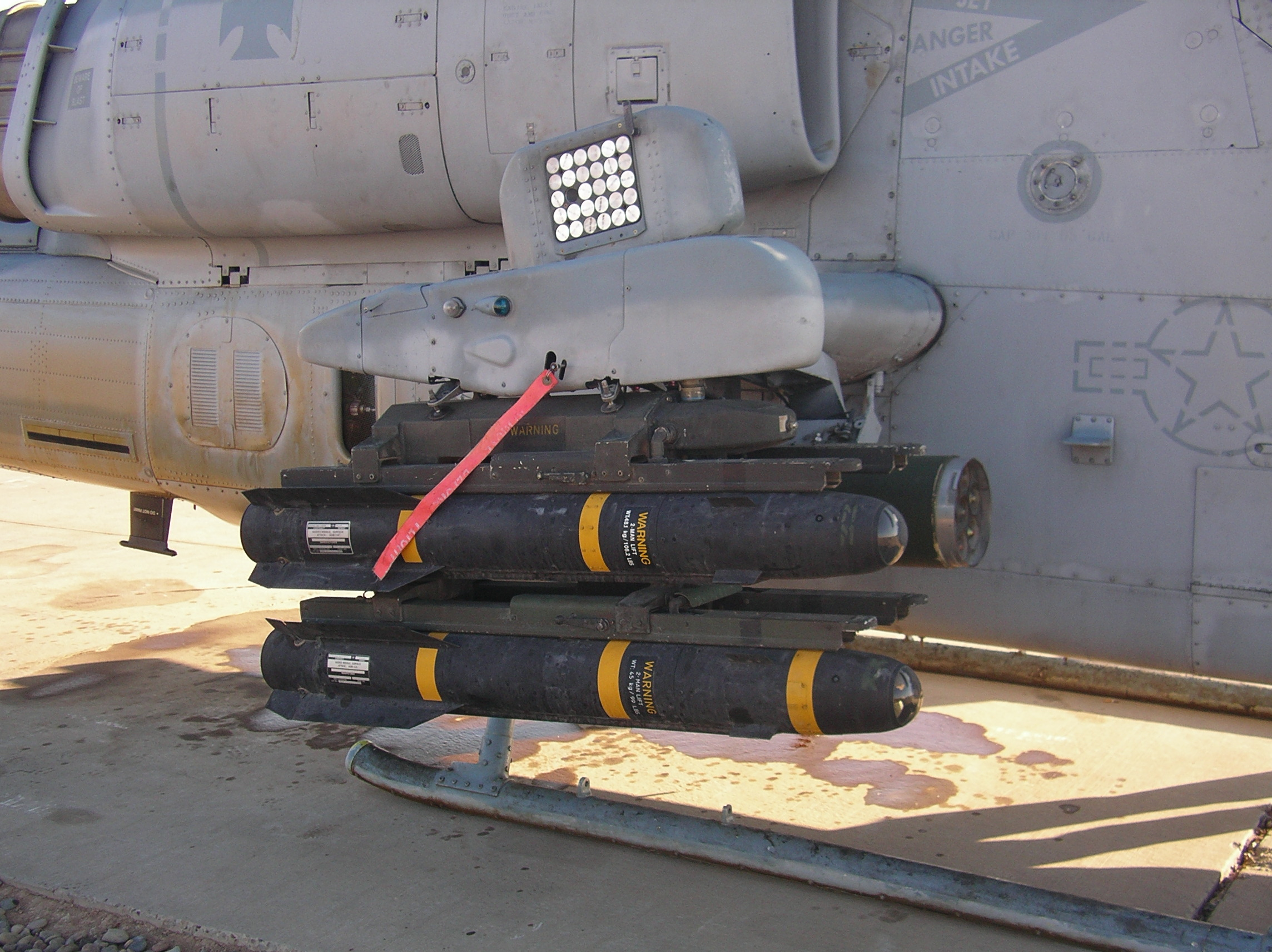
AH-1W「超級眼鏡蛇」上所掛載的地獄火，2005年時攝於伊拉克巴拉德聯合基地。

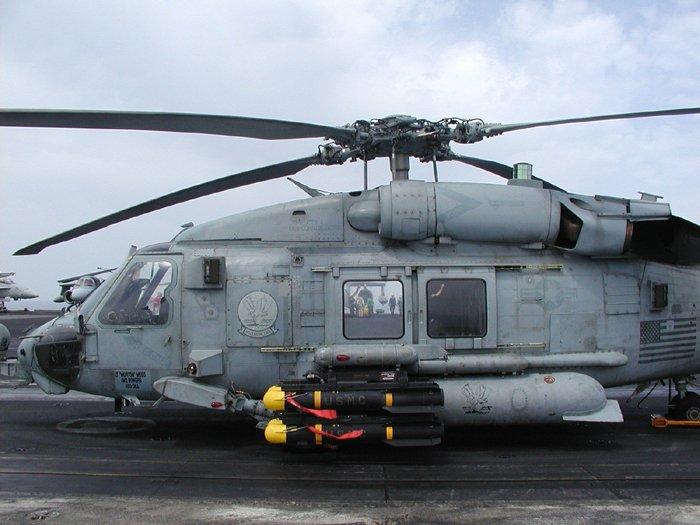
一架隸屬於第2直昇機海上戰鬥中隊（HS-2 "Golden Falcons"）的HH-60鋪路鷹式直昇機（Sea Hawk）直昇機上所掛載之地獄火飛彈。

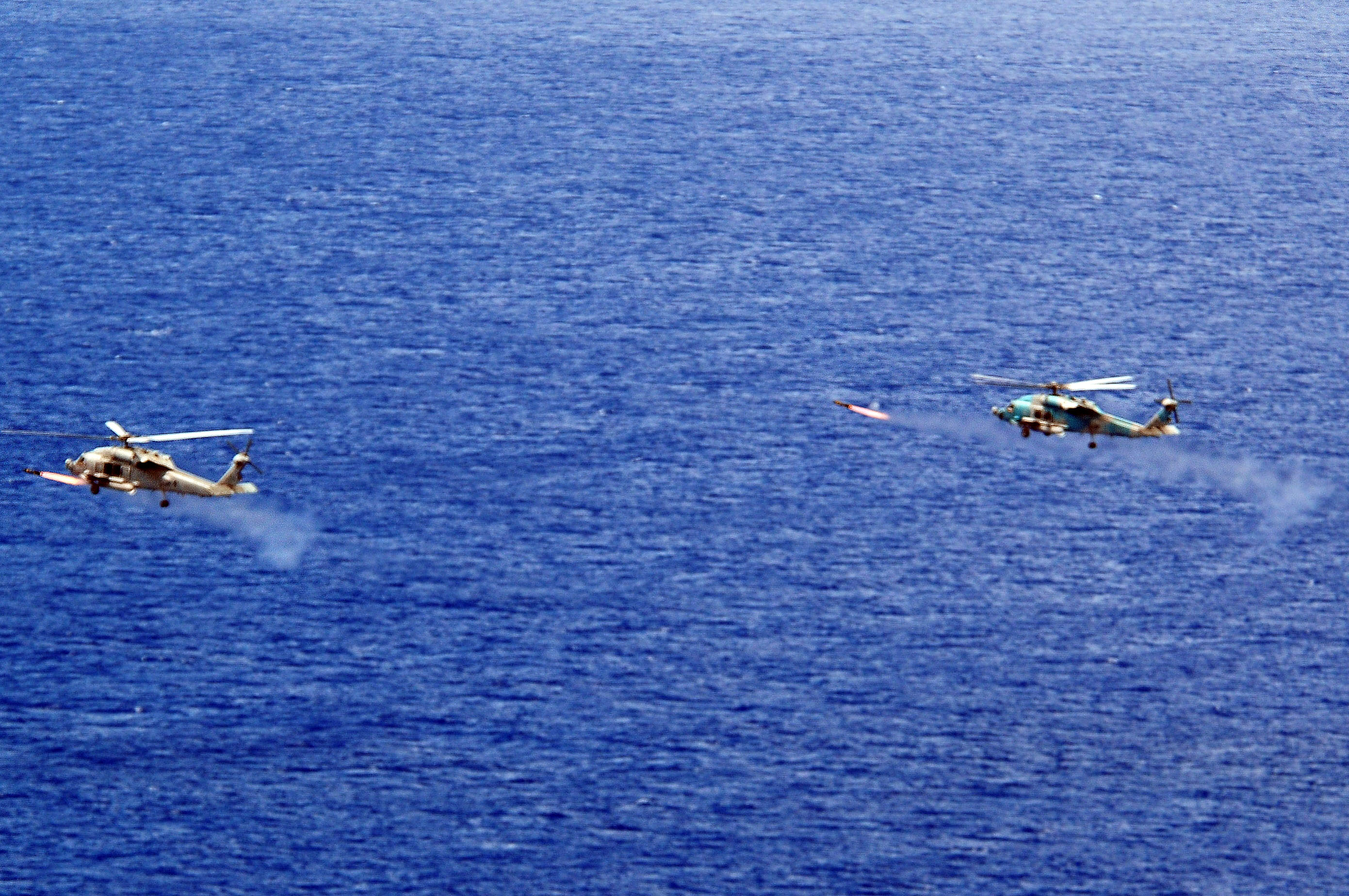
兩架隸屬於第6直昇機海上戰鬥中隊（HS-6 "Indians"）的HH-60H海鷹式在沖大東島附近的海上靶場發射地獄火飛彈。攝於2009年。

AGM-114地獄火飛彈（AGM-114 Hellfire）是一種多平台、多目標的美國製飛彈，AGM意为“空对地”，即后来的空对面导弹。主要用於反戰車，但后期型号也被用于无人机攻击，精确打击高价值目标等。最初导弹名为“直升机激光导引射後不理飛彈”（Heliborne laser, fire-and-forget），后以英文名称的缩略“地狱火”为其正式名称而广为人知。AGM-114具备多任务、多目标精确打击的能力，重约为45公斤（100磅），可以从海陆空多种不同载台发射，包括MQ-1捕食者无人攻击机。目前服役于美国等多个国家，后期型号也具备一定的地对地和地对空打击能力。

## 發展沿革
AGM-114是在1974年時由美國陸軍開始研發，定位為一種「反坦克破壞兵器」，可以從裝甲載具或直升機發射。AGM-114A 型於1982開始生產。研發測試（DT&E）的AGM-114B型於1984開始。AGM-114K型的測試於93和94會計年度開始。
AGM-114M型則不需要DT&E，因為它與AGM-114K只有彈頭不同但其餘設計完全一樣，早期構型只有激光制导型導引近期的才有雷達導引功能。地獄火可以廣泛裝備於飛機和直升機上，還有各種船艦和車輛。而地獄火飛彈除了攻擊中小型機動車輛和建物外，也可以攻擊敵方橡皮艇或快艇等小型船隻。 
地獄火II代於1990年早期開始研發，使用模組化設計多種彈種，以求最大的戰場彈性。二代的半主動激光制导型（AGM-114K高爆彈頭（HEAT）、AGM-114KII噴焰穿甲彈頭、AGM-114M爆裂彈頭和AGM-114N金屬加強彈頭MAC）發射器的雷射照到目標後，反射回來的雷射可以被飛彈鼻椎捕捉，從而飛向目標。MQ-1和MQ-9無人機（UAV）也支援地獄火II，但只能掛載一到兩枚，而AH-64攻擊直升機可以同時掛16枚AGM-114L長弓地獄火，有射後不理的功能。可以由毫米波雷達來導向，免除雷射導引發射後，射手還要繼續維持雷射照射的缺點，還能適應各種有雲霧的天氣不怕雷射被干擾。 
每一枚地獄火重106磅，彈頭重20磅，射程有8,000公尺。1990到2007年已經生產21,000枚，平均成本為68,000美元一枚。  
美國陸軍原本預計開發AGM-169聯合通用飛彈（Joint Common Missile, JCM）並預計在2011年時啟用，以同時取代地獄火II與AGM-65小牛式飛彈。JCM可以結合多種導引和多種彈頭於一體，不必像地獄火劃分多種彈種。但在2006會計年度，美國國防部為了節約預算取消了包含JCM在內的諸多研發方案。雖然軍方反應JCM的超高彈性可以大量裝配各種載具和取代多種武器，能夠有最高成本效益和後勤成本節省，但是計劃還是被取消。考量到美軍需要一種可靠的陸用飛彈撐到JCM研發成功，並且維持龐大的軍火外銷市場，可推測地獄火還將服役多年。
在JCM的開發終止之後，後續有可能取代AGM-114的是被稱為聯合空對地飛彈（Joint Air-to-Ground Missile, JAGM）的開發計畫。JAGM是一個計畫要同時取代AGM-65、AGM-114與BGM-71拖式飛彈的共用飛彈計畫，其用途與所使用的技術大體與JCM雷同，主要的差異在於開發時程的規劃較長，因此在預算上較JCM更為可行。JAGM預計在2017年冬季時開始進行少量生產，並於2019年時正式投產。

## 參戰史
地獄火參加了包括巴拿馬衝突、沙漠風暴、科索沃衝突、伊拉克戰爭和阿富汗戰爭等諸多戰役並在實戰中證明其效用，這些地獄火飛彈多數從阿帕契和眼鏡蛇直升機上發射，其它較次要的發射載具則包括OH-58戰蒐直升機和無人偵察機。以色列也大幅應用於打擊巴勒斯坦軍。
2001到2007年間，美國發射了超過6,000枚地獄火於實戰。美國發現它的小彈頭對於城市戰可以避免平民的傷亡機率。此外，它的雷射導引功能如果再加上一些技術和運氣，可以直接打進窗戶，對於反恐戰爭有戰術價值。英軍AH-64曾將地獄火飛彈裝配上油氣彈，用來打擊塔利班潛伏的地下洞窟。美軍也首創了將地獄火飛彈配合無人飛行載具攻擊恐怖份子的戰術，由於無人飛機配備了頂尖的偵蒐系統，可有效導引地獄火飛彈正中目標，成功獵殺了阿富汗、巴基斯坦、葉門和伊拉克等地區的恐怖組織頭號人物。

## 發射載具
- A-10雷霆二式攻擊機
- AH-1眼鏡蛇直升機
- AH-1超級眼鏡蛇
- AH-1Z蝰蛇攻擊直升機
- OH-58D奇歐瓦戰士偵蒐直升機
- AH-64阿帕契攻擊直升機
- SH-60B海鷹直升機
- MH-60H海鷹直升機
- MH-60R海鷹直升機
- RAH-66卡曼契直升機（計畫終止）[8]
- 奧古斯塔A129野馬直升機
- 虎式直升機
- CB90攻擊快艇
- P-6297飛彈快艇
- MQ-1捕食者無人攻擊機
- MQ-1C灰鷹無人攻擊機（英语：General Atomics MQ-1C Gray Eagle）
- MQ-9收割者偵察機
- 騰雲無人機
- 獨立級濱海戰鬥艦（使用XM501近程非直視性發射系統，發射長弓地獄火飛彈。）
- 自由级濒海战斗舰（使用XM501近程非直視性發射系統，發射長弓地獄火飛彈。）
- 商用貨車[9]

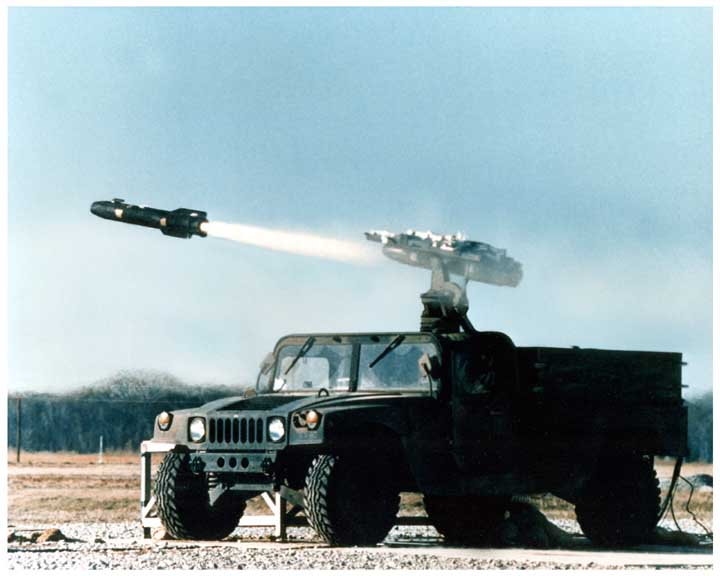
悍馬上的AGM-114飛彈系統

地獄火飛彈也在悍馬車（HMMWV）和相容拖式飛彈（ITV）的載具上測試過，也有從C-130運輸機上試射，瑞典和挪威則使用地獄火飛彈作為海岸防禦武器。

## 衍生型

### AGM-114A 基本型
- 攻擊目標：戰車和載具。
- 射程：8,000 m（8,750 yd）

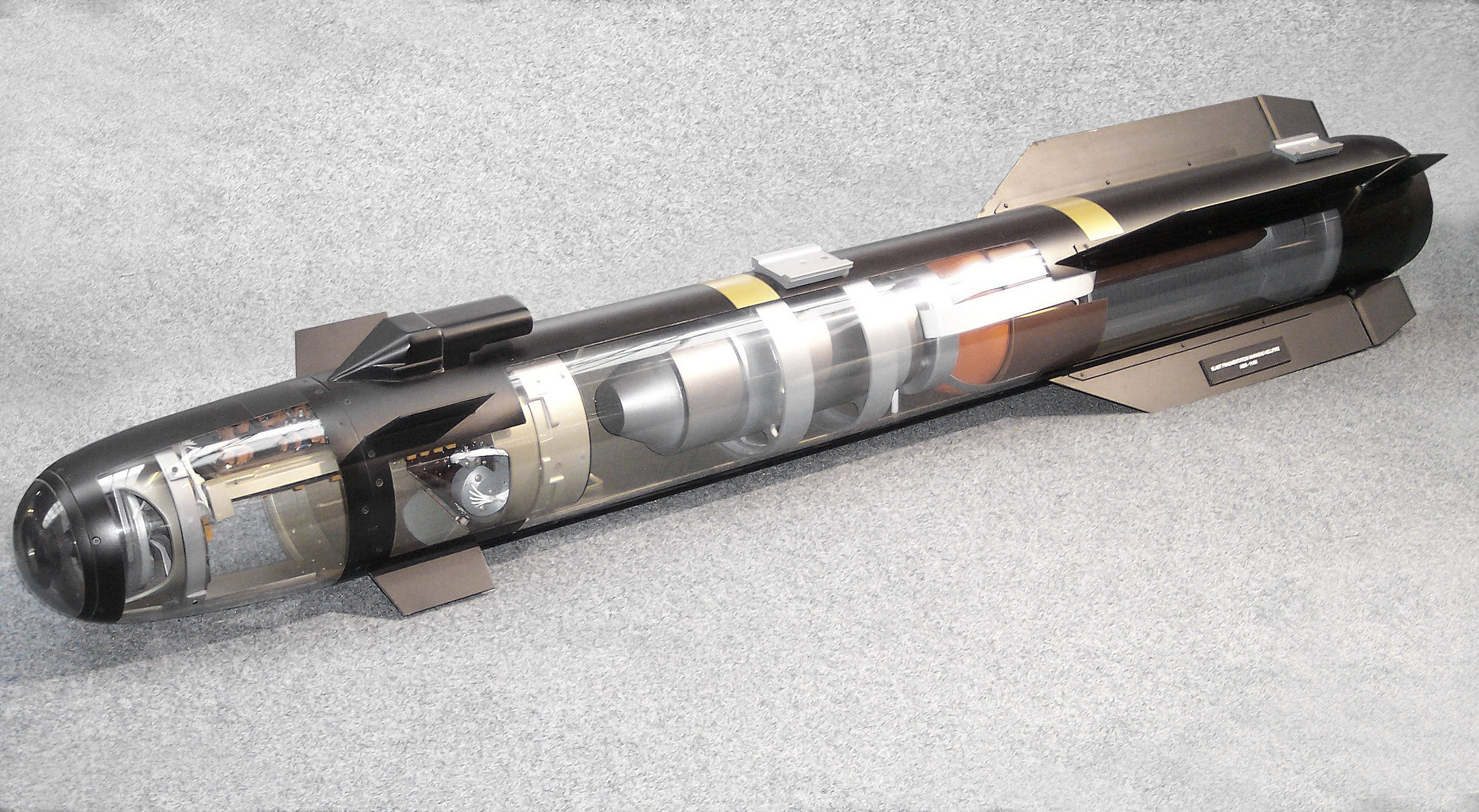
基本A型飛彈

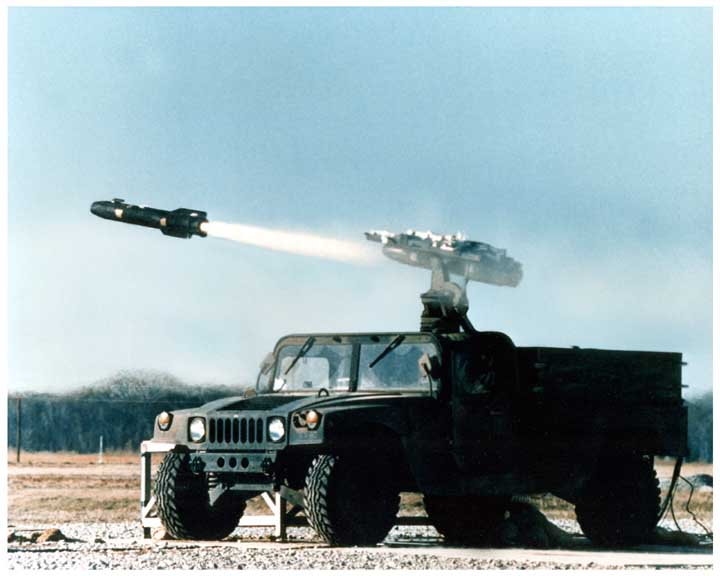
低煙火箭版於悍馬車發射

- 導引方式：半主動雷射導引（SALH（页面存档备份，存于））
- 彈頭：8 kg（18 lb）高爆成形裝藥（HEAT）
- 長度：163 cm（64 in）
- 重量：45 kg（99 lb）

### AGM-114B/C 基本型
- M120E1 低煙火箭。
- AGM-114B 用電子點火方式。以備在船艦上安全使用
- 單位造價：$25,000

### AGM-114D/E 基本型
- AGM-114B/C 升級型。使用數位化導向電腦，後來未生產

### AGM-114F 過渡型
- 攻擊目標：戰車和載具。
- 射程：7,000 m（7,650 yd）
- 導引方式：半主動 雷射導引。
- 彈頭：9 kg（20 lb）穿甲 成形裝藥 HEAT。
- 長度：180 cm（71 in）
- 重量：48.5 kg（107 lb）

### AGM-114G 過渡型
- AGM-114F 升級為SAD系統；後來未生產。

### AGM-114H 過渡型
- AGM-114F 數位化導向電腦版；後來未生產。

### AGM-114J 地獄火II代
- AGM-114F 輕量化和射程增強版；後來未生產。

### AGM-114K 地獄火II代
- 攻擊目標：所有裝甲目標
- 射程：8 km（8,749 yd）
- 導引方式：
  - 半主動 雷射導引
  - 數位導航
  - 光電反反制
  - 攻擊目標失去雷射瞄準後自動推算
- 電子點火 SAD

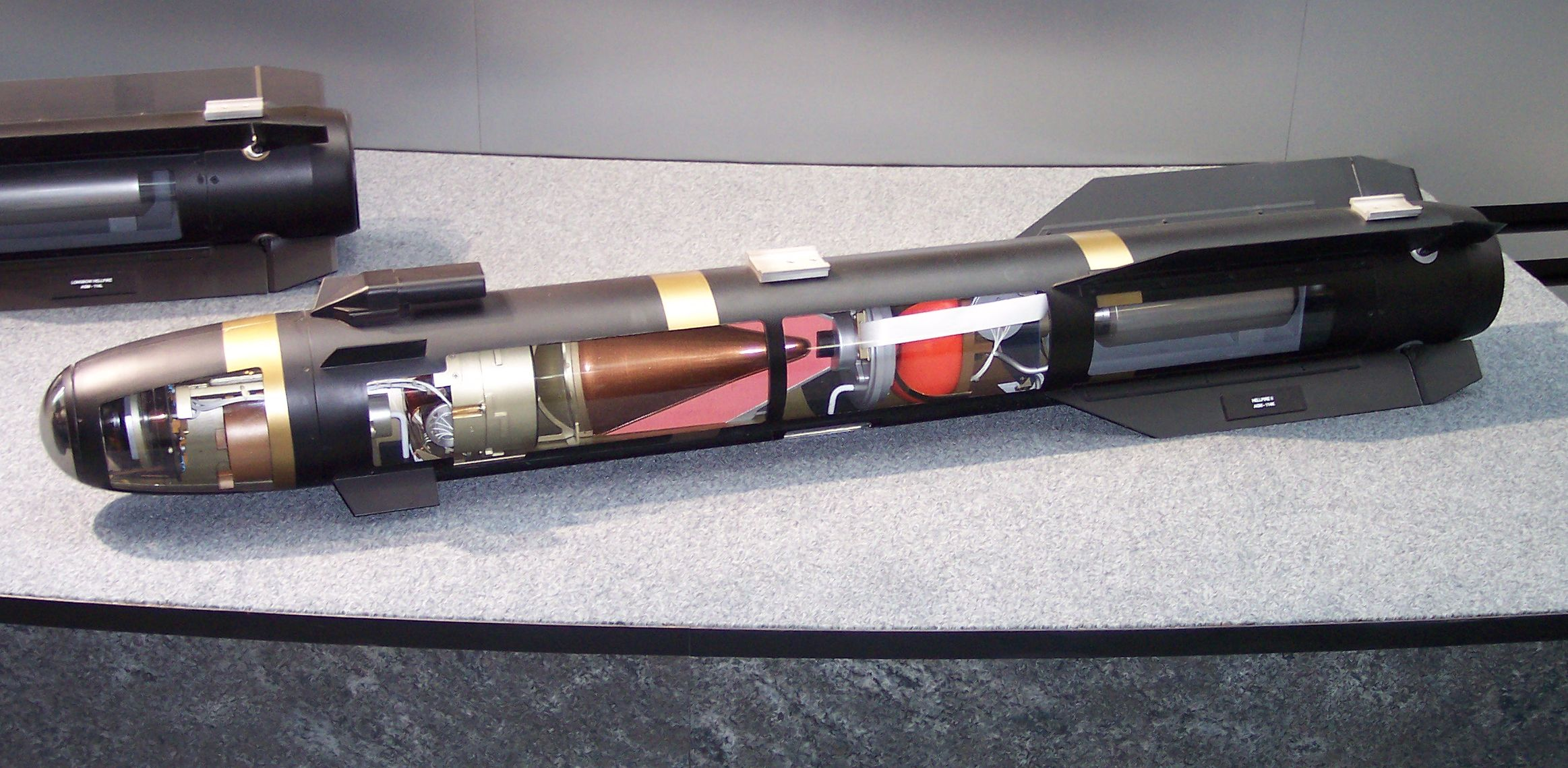
地獄火II代。

- 彈頭：9 kg（20 lb）高爆成形裝藥 HEAT
- 長度：163 cm（64 in）
- 重量：45 kg（99 lb）
- 單位造價：$65,000
- 基本上是AGM-114J 的SAD升級版

### AGM-114L 長弓地獄火
- 攻擊目標：所有裝甲性目標
- 射程：8 km（8,749 yd）
- 導引方式：
  - 主動雷達導引(射後不理)
  - 可適應惡劣天候
  - 慣性導引方式
  - 毫米波雷達
  - 對抗鋁箔雲 反反制
- 彈頭：9 kg（20 lb）高爆成形裝藥（HEAT）
- 長度：176 cm（69.2 in）
- 重量：49 kg（108 lb）

### AGM-114M 地獄火II代
- 攻擊目標：碉堡，輕載具，軟性攻擊目標和洞穴
- 射程：8 km（8,749 yd）
- 導引方式：
  - 半主動雷射導引
- 彈頭：爆破裂解／焚燒
- 重量：48 kg（105 lb）
- 長度：163 cm（64 in）

### AGM-114N 地獄火II代

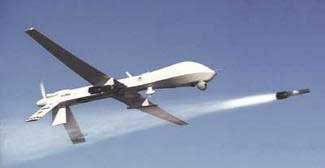
MQ-9收割者偵察機發射AGM-114N地獄火II代飛彈

- 攻擊目標：圍牆，船艦，軟性攻擊目標，防空設施
- 射程：8 km（8,749 yd）
- 導引方式：
  - 半主動雷射導引
- 彈頭：金屬增強彈（MAC）
- 重量：48 kg（105lb）
- 長度：163 cm（64 in）

### AGM-114P 地獄火II代
- AGM-114K 最佳化於無人偵察機上使用版本。可適應高空發射

### AGM-114R9X
- AGM-114R9X是“地狱火”的一种改型，带有动能弹头，弹出刀片代替炸药，用于对抗特定的人类目标;它的杀伤力是由45公斤(100磅)的致密物质和6个高速飞行的刀片组成，用来粉碎和切割目标人[10]——它被称为忍者导弹和飞行仙子。[10]它旨在减少针对特定人群的附带伤害。[11]它于2017年秘密部署，自2019年以来一直公开存在。这种变体被用于杀害贾马尔·艾哈迈德·穆罕默德·巴达维(被控策划了2000年的科尔号驱逐舰爆炸案)和阿布·哈伊尔·马斯里(基地组织领导人之一)。而在以巴衝突時，加薩走廊發生暗殺事件，為哈瑪斯組織的聖城旅(Al-Quds Brigade)指揮官「侯賽姆·阿布‧哈比德」(Hussam Abu Harbid)，也遭以色列精準空襲刺殺身亡，疑似使用「AGM-114R9X刀片飛彈」，直接針對該指揮官的車輛攻擊，消息傳出不久後，以色列南部遭到火箭彈襲擊，為巴勒斯坦聖戰組織的報復[12][13]这种武器还被用于叙利亚[14]和阿富汗打击一名塔利班指挥官。[15][16]2020年，它曾两次用于打击叙利亚境内的基地组织高级指挥官;2020年9月，美国官员估计，它曾被用于战斗中大约六次。[17]

## 火箭引擎

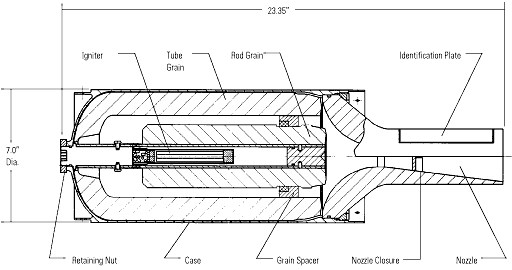
地獄火的固體火箭剖面圖

- 製造商：Alliant科技系統
- 型號：
  - M120E3（陸軍版）
  - M120E4（海軍版）
- 特徵：
  - 低尾煙
  - 細長設計
  - 橡膠減震
- 性能：
  - 操作溫度：−43 °C to 63 °C（−45 °F to 145 °F）
  - 儲存溫度：−43 °C to 71 °C（−45 °F to 160 °F）
  - 壽命：20年以上
- 技術規格：
  - 重量：14.2 kg（31.3 lb）
  - 長度：59.3 cm（23.35 in）
  - 直徑：18 cm（7 in）
  - 外殼：7075-T73 鋁
  - 隔離物：R-181 人造纖維填充 EPDM
  - 噴嘴：碳酸纖維
  - 燃料：低尾煙二連裝XLDB

## 相關連結
- FGM-148標槍飛彈
- BGM-71拖式飛彈
- FIM-92刺針便攜式防空飛彈
- 防禦者M151遙控武器站
- 拉斐爾颱風武器站

## 用户

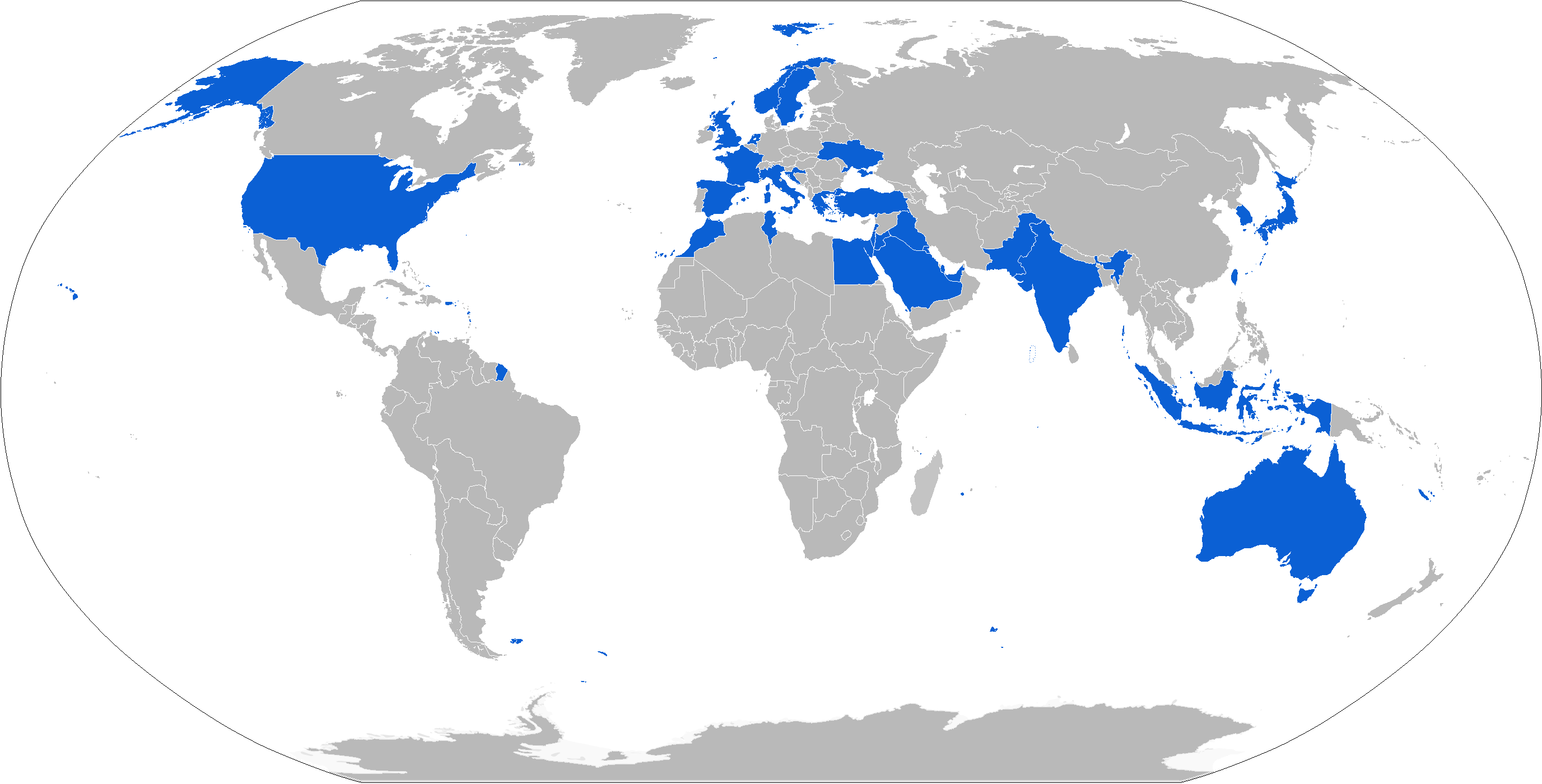
蓝色所指示国家为AGM-114用户

以下国家正在使用AGM-114地狱火导弹
- 捷克
- 埃及
- 法國
- 希腊[19]
- 印度
- 印度尼西亞
- 伊拉克
- 以色列[20]
- 義大利
- 约旦
- 摩洛哥
- 日本
- 科威特
- 黎巴嫩[21]
- 荷蘭
- 挪威
- 巴基斯坦
- 大韓民國
- 沙烏地阿拉伯
- 新加坡
- 西班牙
- 瑞典, Robot 17[22]
- 中華民國
- 突尼西亞[23]
- 土耳其
- 乌克兰, Robot 17[24]
- 阿联酋
- 英国
- 美国

## 外部連結
- AGM-114 Hellfire （页面存档备份，存于）—Federation of American Scientists (FAS)
- HELLFIRE II Missile—Lockheed Martin
- LONGBOW FCR and LONGBOW HELLFIRE Missile—Lockheed Martin
- Designation Systems （页面存档备份，存于）
- Global Security （页面存档备份，存于）
- Archived copy of Navy Fact File
- Janes.com （页面存档备份，存于）
- Hellfire Detailed Description and Images （页面存档备份，存于）